# 1. San-marinesisches Kabinett
Das 1. san-marinesische Kabinett nach dem Ende des Faschismus amtierte vom 28. Juli bis zum 16. September 1943.
Nach der Absetzung Mussolinis am 25. Juli 1943, forderten führende Oppositionelle den Rücktritt der faschistischen Regierung San Marinos. Die Capitani Reggente Michelotti und Manzoni Borghesi erklärten daraufhin am 26. Juli die faschistische Partei und am 28. Juli das faschistische Parlament, den Principe e Sovrano Consiglio dei LX, für aufgelöst. Eine neue Regierung (Consiglio di Stato) wurde ernannt, in einem ersten Schritt 17 Mitglieder, die in ihrer ersten Sitzung der Forderung einer Gruppe junger Bürger nach Repräsentation weiterer patriotischer Elemente in der Regierung nachkamen und weitere 13 Mitglieder ernannten. Für den 5. September 1943 wurden Parlamentswahlen angesetzt.
| Die ursprünglichen 17 Mitglieder |
| Fausto Amadori                   |
| Francesco Balsimelli             |
| Marino Cardelli                  |
| Alvaro Casali                    |
| Cesare Cesarini                  |
| Giuseppe Forcellini              |
| Augusto Foschi                   |
| Pio Galassi                      |
| Gino Giacomini                   |
| Remy Giacomini                   |
| Bernardino Graziani              |
| Sante Lonfernini                 |
| Teodoro Lonfernini               |
| Marco Marcucci                   |
| Claudio Wilson Reffi             |
| Vincenzo Terenzi                 |
| Luigi Tonnini                    |
| Sanzio Valentini                 |
| die weiteren 13 Mitglieder       |
| Marino Arzilli                   |
| Gustavo Babboni                  |
| Marino Belluzzi                  |
| Federico Bigi                    |
| Aldo Busignani                   |
| Alfonso Ceccoli                  |
| Giuseppe Filippi                 |
| Romano Michelotti                |
| Giuseppe Molaroni                |
| Antonio Morganti                 |
| Bruno Reffi                      |
| Enea Suzzi Valli                 |
| Leonida Suzzi Valli              |

Am 29. Juli ernannte der Consiglio di Stato einen Kongress für die gewöhnliche Verwaltung (Congresso per l’ordinaria amministrazione) dem neben den beiden Capitani Reggente weitere 8 Mitglieder angehörten.
| Marino Arzilli       |
| Francesco Balsimelli |
| Marino Belluzzi      |
| Federico Bigi        |
| Giuseppe Forcellini  |
| Teodoro Lonfernini   |
| Antonio Morganti     |
| Sanzio Valentini     |

Am 30. Juli erfolgte die Ernennung von Giuseppe Forcellini zum Innenminister (Segretario di Stato per gli Affari Interni) und von Gustavo Babboni zum Außenminister (Segretario di Stato per gli Affari Esteri).